# ソフトウェア開発
ソフトウェア開発（ソフトウェアかいはつ、英語: Software Development）とは、ソフトウェアを開発（制作）することである。一般にソフトウェアの制作には、プログラミング言語, 統合開発環境, フレームワークという3つのソフトウェアが使用される。
また「ソフトウェア開発」という語は、実際にパソコン等を使ってソフトウェア製品をプログラミングするプロセスだけでなく、ユーザーやクライアントのニーズを的確に製品に反映させるマーケティング的プロセスを包含することも多い。

## 概要
ソフトウェア製品のマーケティング活動そのものは、必ずしも新商品開発とは結びつかない。顧客の期待を満足させるべく開発されたソフトウェア製品の成功/失敗の責任が工学的側面にあるのかマーケティング的側面にあるのかを判別するのは、多くの場合困難である。そのため、ソフトウェア開発全体として工学的側面とマーケティング的側面を共に理解し、それらの協調を促進することが重要である。工学とマーケティングの両方の側面をまとめ、バランスをとるのは、プロジェクトマネージャなどと呼ばれる立場の人である。
マーケティングとの関わりはソフトウェア要求分析としても知られている。ソフトウェア開発はクライアントが必要とするもの以上の機能を開発しようとしたり、逆に妥協しようとしたりする。そのため、ソフトウェア開発は通常の工学/技術とは関連付けられていなかった各種プロセス（市場調査、人材登用、リスクマネジメント、知的財産権、予算、危機管理など）まで取り込もうとする場合がある。その場合、ソフトウェア開発は Business Development と呼ばれる領域ともオーバーラップすることになる。
Alan M. Davis は著書 "Great Software Debates" の章 "Requirements" の節 "The Missing Piece of Software Development" で次のように述べている:
「工学部の学生は工学だけを学び、滅多に経済やマーケティングを学ばない。マーケティングの学生はマーケティングだけを学び、経済や工学を学ばない。我々の多くは1つの領域の専門家になっている。複雑な問題に対して、学際的能力を有する人が身近にほとんどいないため、人々が真似をする対象もほとんどいないのである。ソフトウェア製品の企画立案は開発の成否を握っており、各種領域の専門知識を必要とする」